# Confederate Motor Company
Confederate Motor Company è una azienda costruttrice di motociclette con sede in Alabama. È stata fondata nel 1991 da H. Matthew Chambers, da un'iniziativa di "intelligent design ispirato da veri americani".

## Storia
La società ha aperto il primo negozio a San Francisco nel 1992. La distribuzione del primo prototipo è avvenuta nel 1994 a New Orleans, in Louisiana; le moto sono distribuite da Birmingham Speed of America.
Dopo i gravi danni causati alla fabbrica nell'agosto 2005 dall'uragano Katrina, la Confederate Motorcycles ha trasferito la sua sede centrale e le operazioni di assemblaggio di un magazzino nel centro di Birmingham, in Alabama.
La produzione è ripresa nel 2006 solo dopo una riorganizzazione. Nel maggio dello stesso anno ha annunciato dei piani di espansione per produrre un terzo modello più economico.

## Modelli
- Hellcat Combat F131
- Wraith B120
- Fighter P120